# IC 3040
IC 3040 — галактика типу Irr (іррегулярна галактика) у сузір'ї Діва.
Цей об'єкт міститься в оригінальній редакції індексного каталогу.